# Mathias Weber
Mathias Weber, genannt Der Fetzer (* 1778 in Dirkes zwischen Grefrath und Büttgen im heutigen Rhein-Kreis Neuss; † hingerichtet 19. Februar 1803 in Köln), war ein deutscher Räuber.

## Leben
Mathias Weber arbeitete, nachdem seine Mutter früh gestorben war und er als vernachlässigt galt, im Alter von elf Jahren erst als Holzknecht, später aufgrund seiner Schießkunst als Forsteleve am Haus Neersdonk, dem Wohnsitz der Witwe von Johann Joseph Wilhelm von Efferen. Er galt als schlau, aber schwierig und wurde nach einigen Vorkommnissen entlassen. Daraufhin arbeitete er zunächst auf einem Bauernhof, wurde dann zur französischen Armee (25. Regiment Chasseurs au Cheval) gepresst, desertierte aber wieder. Auf der Flucht geriet er an eine Räuberbande. Mit knapp 16 Jahren beging er seinen ersten Raub. Er gründete eine eigene Bande, die in der ganzen Gegend gefürchtet war. Bereits nach einem seiner ersten Raubzüge bekam er aufgrund seiner Kampfweise den Beinamen „der Fetzer“.
Nachdem er es geschafft hatte, zweimal hintereinander das Neusser Rathaus auszurauben, gelang es 1796, ihn zu fangen und in den Windmühlturm einzusperren, aus dem er jedoch am 1. November 1796 spektakulär durch einen sieben Meter tiefen Sprung vom Turm flüchtete. 1797 überfiel er das ihm bestens bekannte Haus Neersdonk. 1798 kam der „Fetzer“ in Kontakt mit Johann Müller aus Wetzlar, mit dem er gemeinsam eine gefürchtete Bande mit Hauptsitzen in Deutz und Neuwied gründete. An diesen Sitzen nahmen verwundete und kranke Bandenmitglieder Quartier, die auch einen Anteil an den Beutezügen erhielten. Bekannte Mitglieder der Bande waren Leibchen Schloß, Ruben Simon, Waldmann, Anton Heinze, Schlaumann und Wambach, Meyer Fuchs, Johann Hammer und dessen Sohn, Carl Heckmann, Afrom May, Monsam, Serves Joseph, Meyer Gas, Freyem Polak, Hampel hohl mich, Anron Heinze, Picard der Elsaßer und der dicke Mathies.
Die Bande verübte, in oft wechselnder Zusammensetzung, zahlreiche gewaltsame Räubereien, nahezu immer bei Nacht und mit einem Rennbaum zum Einbrechen der Türen. 1799 überfiel die Bande den Köln-Elberfelder Postwagen und raubte 13.000 Reichstaler. Weber wurde nun auch in Hessen und Preußen und vor allem von dem für die französischen Behörden tätigen Juristen Anton Keil gesucht, da Frankreich zu dieser Zeit damals die westliche Rheinseite besetzt hielt. Man setzte ihn schließlich in Frankfurt fest und überführte ihn nach Köln, wo er 1803 durch die Guillotine hingerichtet wurde. Ruben Simon wurde in Düsseldorf erhängt.